# クルト・ライデマイスター
クルト・ヴェルナー・フリードリヒ・ライデマイスター（独: Kurt Werner Friedrich Reidemeister、1893年10月13日 - 1971年7月8日
）は、ドイツの数学者。

## 経歴

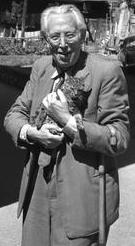
1950年代後半のライデマイスター。

1893年、ブラウンシュバイクに生まれた。妹にマリー・ノイラートがいる。1912年からフライブルク、マールブルク、ゲッティンゲンで学び、1920年に数学、哲学、物理学、化学、地質学の修士号（Staatsexamen）を授かった。1921年、ハンブルク大学にてエーリッヒ・ヘッケの下で代数的整数論に関する学位論文を書き、博士号を獲得した。
ライデマイスターは微分幾何学に興味を持つようになった。この分野に関するヴィルヘルム・ブラシュケの書籍の第二版を編集した。ブラシュケとライデマイスターは1921年9月のイェーナ DMV会議への貢献で高く評価された。
1922年秋、もしくは1923年、ウィーン大学のアシスタント・プロフェッサーに任命された。ライデマイスターは結び目理論に関するヴィルヘルム・ヴィルティンガーの作品に精通しており、またハンス・ハーンとウィーン学団と密接な関係を築いた。ウィーン学団による1929年のマニフェストには、関係の深い著者に関する伝記の中に、ライデマイスターの出版物が収められている。
1925年、ケーニヒスベルク大学の正教授に就いた。1933年、ナチズム政策に不賛成であるとみなされたため、教授の地位を追われることとなった。教授職に就いていた間に、Erkenntnis誌と連携して 第二回精密科学認識論会議 の調整をした。
ブラシュケはライデマイスターの復職に尽力すると約束し、1934年秋にライデマイスターをマールブルク大学の（1930年までクルト・ヘンゼルが保持していた）席に就任させることに成功した。 1948年から1950年までの間、プリンストン高等研究所に招聘されていた。1955年から名誉教授となるまで、ゲッティンゲン大学に勤務した。

## 功績
ライデマイスターの興味は主に組合せ群論、幾何学的群論、幾何学基礎論に向かった。1947年から1963年まで Mathematische Annalen 誌の共編集者を務めた。 彼は哲学者でもあった。哲学の作品 "Das exakte Denken der Griechen" （1949）は、数学の作品よりは有名ではない。作品内で、数学的思考は"just the beginning of thought"であると供述した。

## 主な作品
- Knoten und Gruppen （1926）
- Einführung in die kombinatorische Topologie （1932）
- Knotentheorie （1932）